# 니넨자카

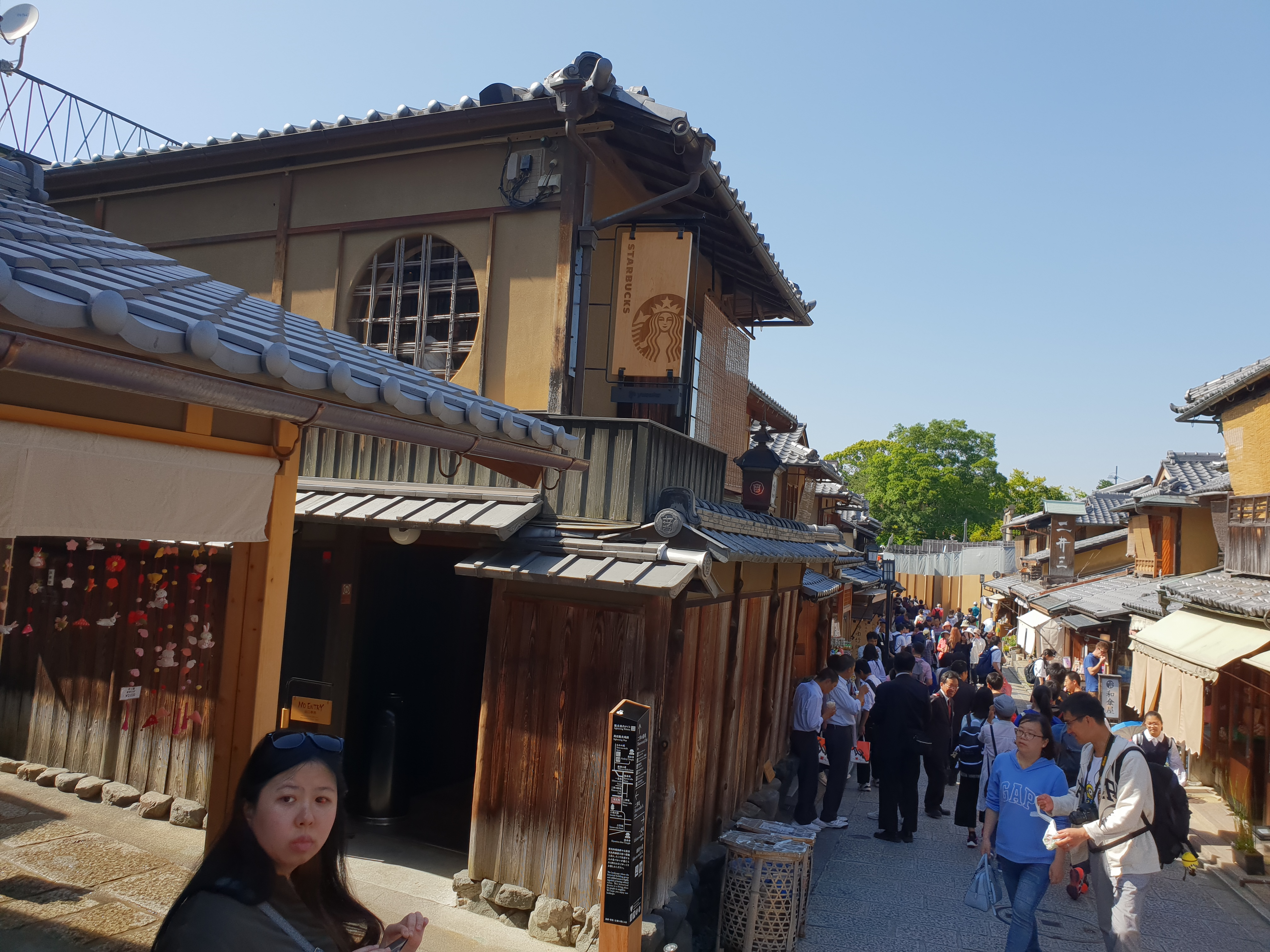
니넨자카 스타벅스

니넨자카(二年坂)는 일본 교토시 히가시야마구에 위치한 거리다. 길이는 약 150m다. 니넨자카 거리에는 전통 일본식 건물과 상점이 길을 따라 위치해있다. 근처에 있는 산넨자카(三年坂)와 묶여서 언급되기도 한다.
니넨자카에는 일본 고택을 개조해 만든 2층짜리 스타벅스 카페가 있다.